# Asparagus trichophyllus
Asparagus trichophyllus — вид рослин із родини холодкових (Asparagaceae). 

## Біоморфологічна характеристика
Трава дводомна. Стебла майже прямовисні, дистально сильно згинаються, 60–100 см; гілки сильно вигнуті базально й висхідні дистально. Кладодії в пучках по 5–8, зазвичай притиснуті до гілок, ниткоподібні, 7–18 × ≈ 0.3 мм, неправильно-бороздчаті. Листова шпора злегка колюча. Квітки обох статей парні; квітконіжка 12–16 мм. Чоловічі квітки: оцвітина жовтувато-зелена, зазвичай з блідо-пурпурним відтінком, 6–8 мм. Жіночі квітки: оцвітина 2.5–3.5 мм. Ягода 6–7 мм у діаметрі, 3–5 насінин. Період цвітіння: травень; період плодоношення: липень — вересень.

## Середовище проживання
Зростає у Західній Азії, Монголії й пн. Китаї.
Населяє трав'янисті схили, узбіччя доріг, окрайці полів, пустки; від приблизно рівня моря до 2100 метрів.